# ブレーキ (自転車)
ブレーキとは物体の運動の阻止または運動エネルギーの減衰（他のエネルギーへの変換）をおこなうための機構である。本記事では自転車に装備されるブレーキに限定して扱う。

## 規格と法規制
自転車の安全性の観点からブレーキの制動性能については各国で規格や法規制が設けられている。
安全規格には、ヨーロッパのCEマーク、アメリカのCPSC規格、日本の日本工業規格（JIS）、SGマーク、自転車協会認証（BAA）などがある。
日本の道路交通法では、10km/hで走行中3メートル以内で必ず停止できるブレーキを前後輪に備えるよう規定されており、それ以外の手法による制動は認められていない。足を地面につける、タイヤを足で踏む（フットブレーキと言う手法）やドライブトレインの逆方向へのトルク付加（スキッド）などは制動ではないとされている。判例ではピストによるペダルでの停止はブレーキとして認められていない。

## リムブレーキ
自転車のブレーキの中では現存している中で最も古くから普及している形態。左右のブレーキシューを車輪のリムに押し付けることで制動力を効かせる。リムブレーキには以下の種類がある。

### ロッド式リムブレーキ

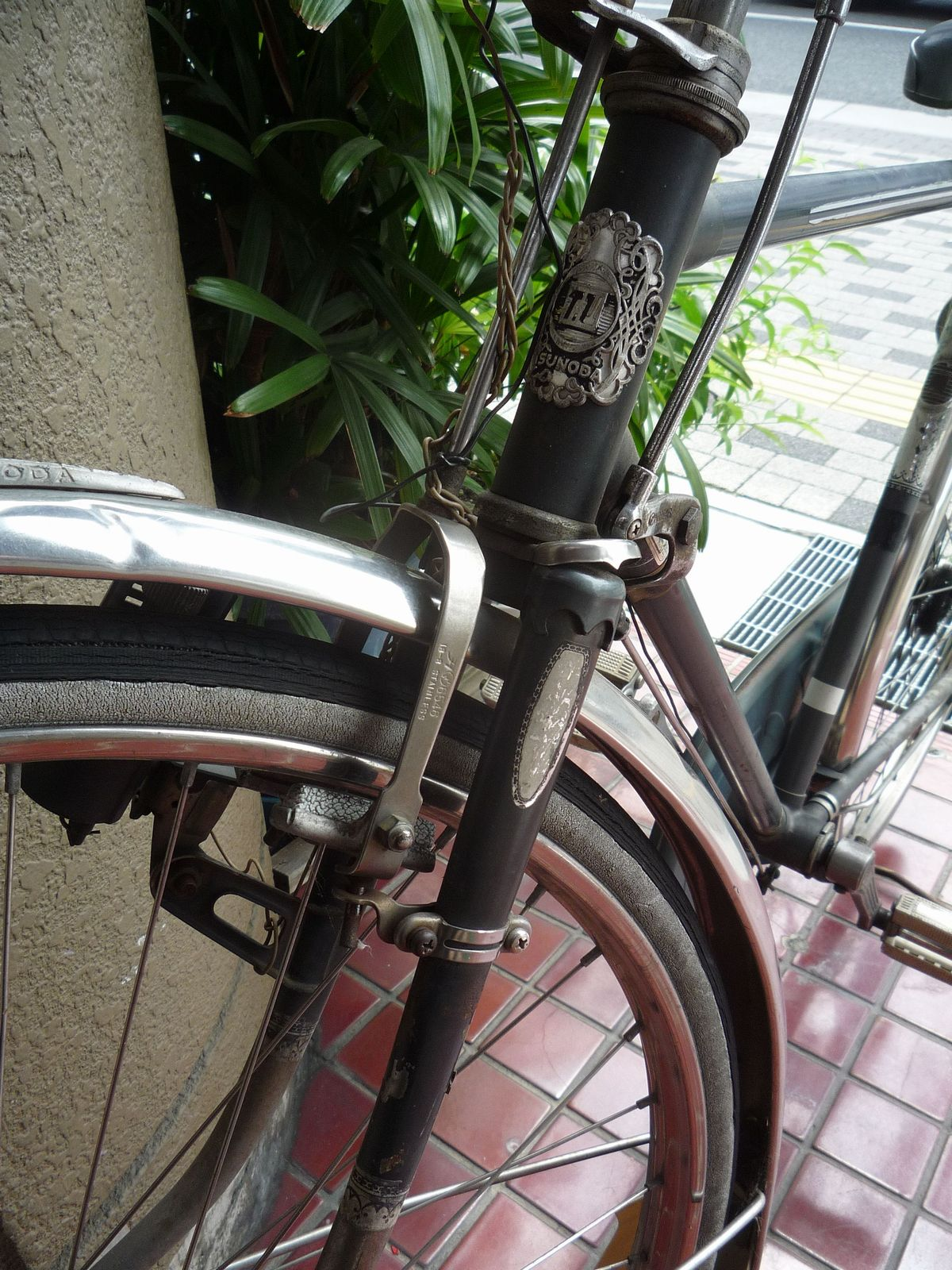
ロッド式リムブレーキ（前輪用）

リムブレーキの最も古い形態。安全型自転車に初めて取り付けられ、英国式ロードスターの時代に規格化された。ロッドはワイヤーのような高度な生産設備を必要とせず、使用過程での劣化も起きにくいために、補修部品の入手の困難な低開発地での酷使に耐えるが、組み立て工数が多くコスト高なうえ、重量が重くなり、車体設計の自由度も低いために、現在では過去のものとなっている。
ブレーキシューが取り付けられた馬蹄型のブレーキアーチが金属棒（ロッド）でつながっており、ブレーキレバーを作動させると、てこの原理でブレーキアーチが上に動き、結果リムにブレーキシューが押し付けられる構造になっている。この際、他のリムブレーキがリムの側面にシューを押し付けるのとは違い、リムの内周にシューを押し付けるのが特徴的である。あまり強い制動力は得られず、この点を改善する手段として、ロッド式のセンタープル・キャリパーブレーキ（後述）が一部の軽快車に使われたこともある。日本では近年まで実用車の前輪用として細々と販売されてきたが、2008年を最後に、国内の大手でこの形式のブレーキを備えた自転車を販売するメーカーは無くなった。

### キャリパーブレーキ
主にロード系の自転車に採用されているブレーキ。高速走行時でも速度制御しやすいという長所がある。構造によって「サイドプル」と「センタープル」に区分され、それぞれが更に細分される。

#### サイドプル・キャリパーブレーキ

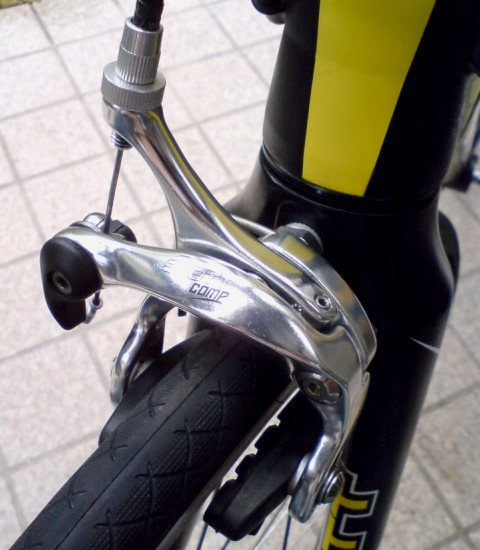
サイドプル・キャリパーブレーキ（ダブルピボットタイプ）

ロッド式リムブレーキに代わる形で現れたもので、ワイヤー式リムブレーキの中で最も古い形態。シングルピボット・サイドプル方式はかつてロードバイクのブレーキの主流であったが、現在はその改良型であるダブルピボット・サイドプル方式のものがほとんどである。但し、いわゆるママチャリの前輪には現在もシングルピボットが多く使われている他、カンパニョーロ社のロードバイク用ブレーキの後輪用はシングルピボットとなっている。

#### センタープル・キャリパーブレーキ / Uブレーキ

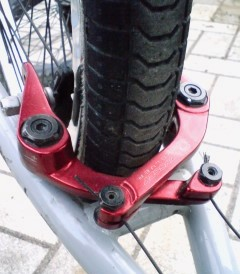
センタープル・キャリパーブレーキ

略称の「センタープルブレーキ」と呼ばれることが多いが、正式には「センタープル・キャリパーブレーキ」という。比較的古い形式で、ロードレースに盛んに用いられた時代もあったが、この分野ではサイドプル・キャリパーブレーキの性能向上によってすっかり駆逐された。現在はフリースタイル競技用BMX以外あまり使われていない。
基本的に同じ構造を持つものに初期のマウンテンバイクで使われたUブレーキがあり、現在BMXに使われているものはこれが原型である。

### カンチレバーブレーキ

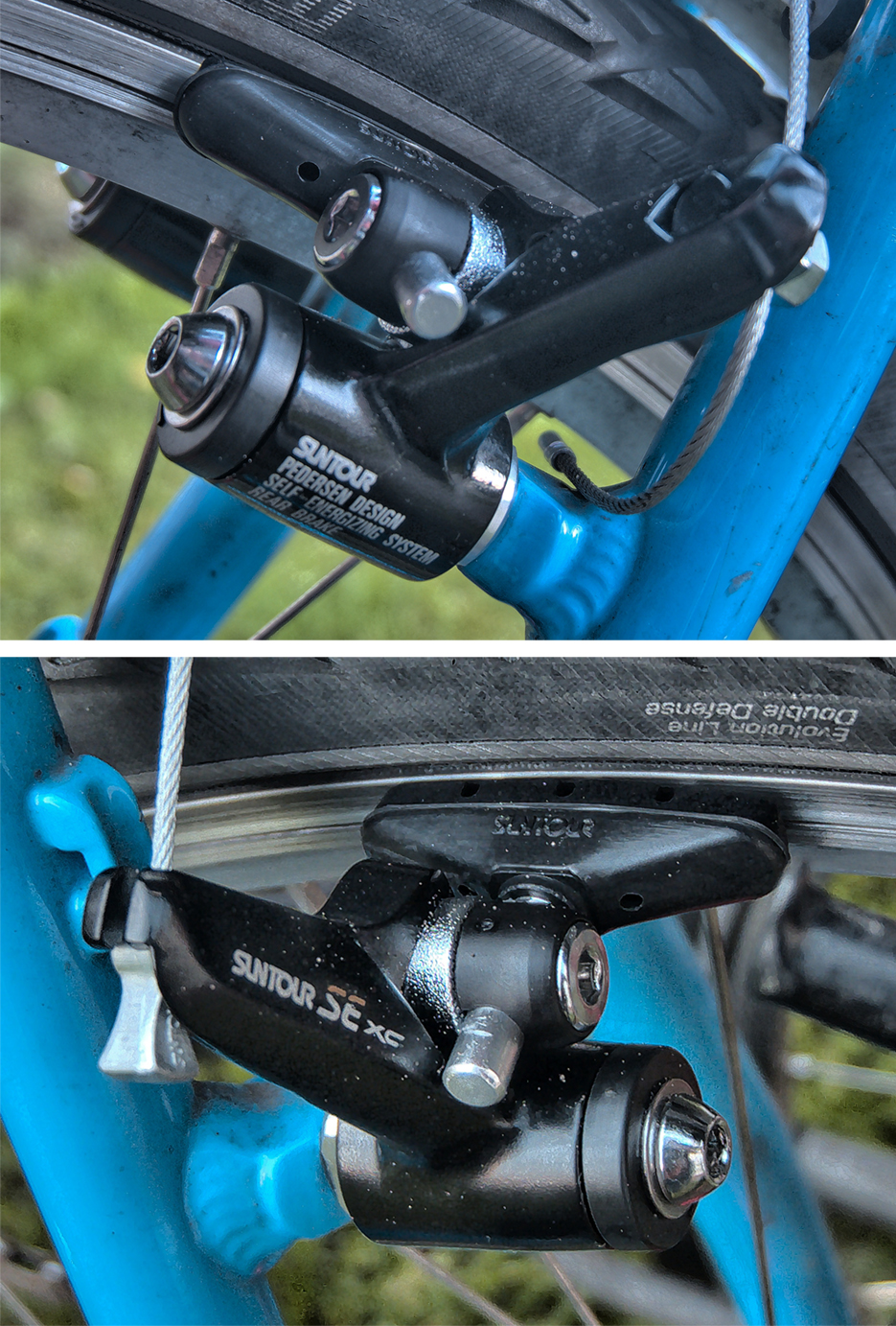
カンチブレーキ

略して「カンチブレーキ」とも呼ばれる。シクロクロス、ランドナーなどに用いられる事が多い。初期のマウンテンバイクにも広く使われたが、現在はVブレーキおよびディスクブレーキに取って代わられている。取り付けにはフロントフォークおよびシートステイにブレーキ台座を、またアウターケーブルはブレーキ本体とは直接つながっておらず、車体側にアウターケーブルを受ける小物が必要。

### Vブレーキ

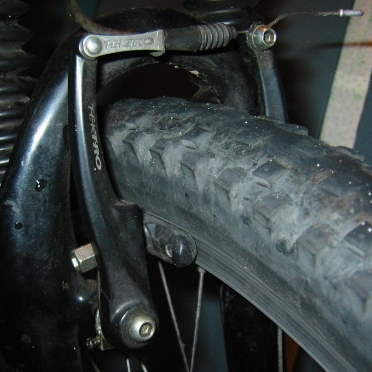
Vブレーキ

Vブレーキはもともとマウンテンバイク向けに開発されたブレーキであるが、クロスバイクにも採用されるようになっている。制動力や整備性に優れる。カンチブレーキの一種であるが、カンチブレーキに必要なアウターケーブル受けは必要無く、直接ブレーキにアウターケーブルをつないで作動させる。 ただしVブレーキ本体を取り付けるフレームにはカンチブレーキとほぼ同じ台座が必要。ブレーキアームが長くなり、またワイヤーの牽引力がリニア（直線的）に伝わるため、従来のカンチブレーキに比べ制動力が大幅に向上した。ただしキャリパーブレーキ、カンチブレーキのブレーキレバーとは互換性がなく兼用のブレーキレバーを要する。
市販されている物の中には、細いタイヤを使用するオンロード用自転車向けにブレーキアームが短いものがあり、これを「ショート・Vブレーキ」または「ミニ・Vブレーキ」と呼ぶ。

### 油圧リムブレーキ

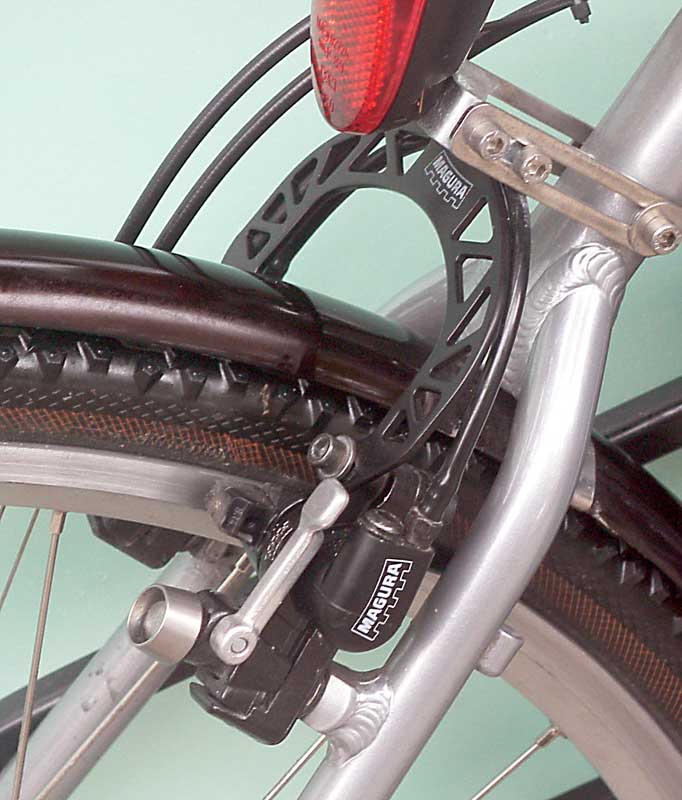
油圧リムブレーキ

ワイヤーではなく、油圧ピストンでブレーキシューをリムに押しつけることで制動を行うブレーキ。マグラ社のHS-33が有名。非常に強力な制動力とコントロール性能が特徴だが、メンテナンス性が悪く、油圧ディスクブレーキに比較するとリムブレーキとしての欠点をそのまま持っているため、現在ではバイクトライアル専用車以外では使用されることは少ない。

## ハブブレーキ
制動部分がホイールのハブに直結して組み込まれているブレーキである。下記の種類がある。

### ディスクブレーキ

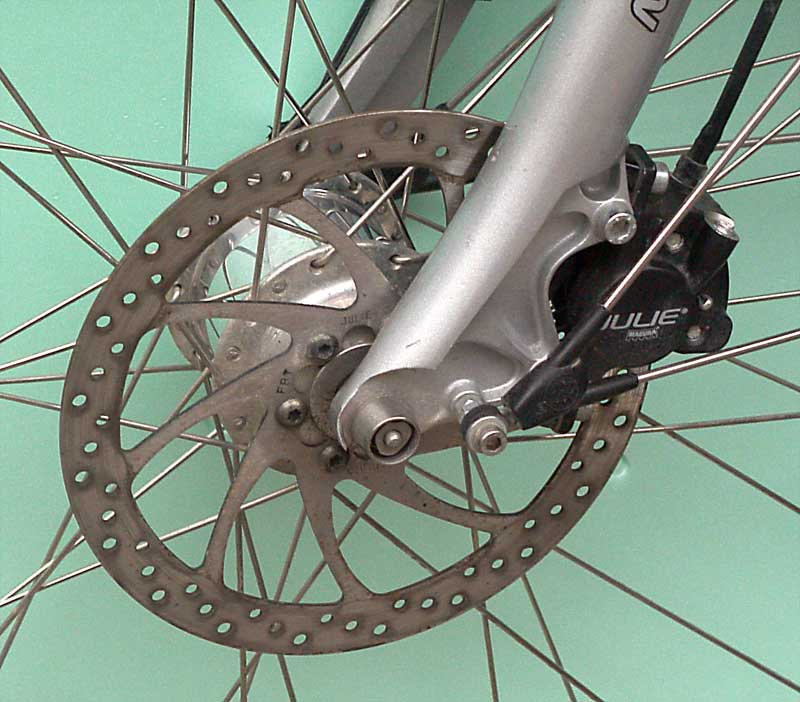
ディスクブレーキ

前後のハブ本体外部に固定したディスクローターを左右両側から挟み込んで制動力を効かせるブレーキ。
回転体の中心に近い部分を掴む為、リムブレーキより高い制御性を得られる。また、雨天でも制動力が低下しにくい。原理的には自動車、オートバイなどのものと変わらないが、自転車のブレーキとしてはブレーキキャリパーを作動させる手段により大きく分けてワイヤーを用いる機械式（メカニカル式ディスクブレーキ）と、液圧シリンダーとパイプを用いる液圧式（液圧式ディスクブレーキ Hydraulic brake）がある。リムの汚れ、歪みに関係なく確実な制動力を保持できるために主にマウンテンバイクに使われる。MTBやシクロクロスバイクなどオフロードバイクに使われてきたが、2018年にUCIによってレースでの使用が解禁されると、ロードバイクにも普及してきた。

### バンドブレーキ
軽快車の後輪ブレーキとして古くから普及している。バンドでブレーキドラムを締め付けて制動力を得る。セルフサーボ特性がある。キーキー音の発生源と成り易い。

### サーボブレーキ

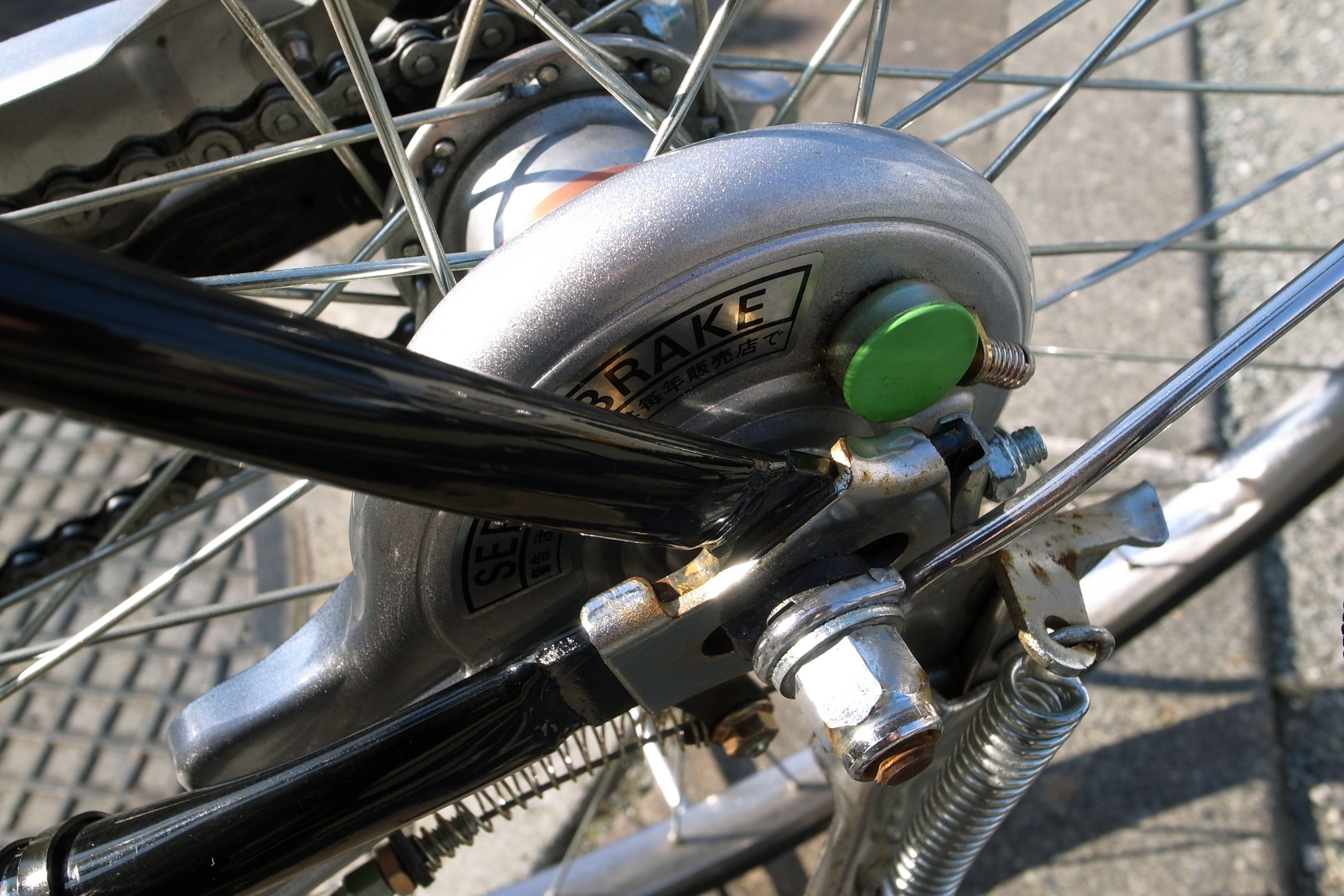
サーボブレーキ

バンドブレーキの欠点である、使用過程での劣化による騒音の発生と、雨天時の水濡れによる制動力低下の問題を改善している。取付け・運用においてバンドブレーキと互換性がある。

### ローラーブレーキ
ハブ本体内部に内蔵したブレーキの中のカムが、周りに配置されたローラーを押し上げ、金属製のブレーキシューをドラムの内側に押しつけて制動させるタイプのドラムブレーキの一種。近年のシティサイクルで、従来のサーボブレーキに代わる新型として、上級モデルから採用が広がっている。シマノインターMが代表的なモデルで、コンポーネントのシリーズとしてはNEXUSに含まれる。取付け・運用においてバンドブレーキ・サーボブレーキと互換性がない。

### メタルリンクブレーキ
ヨシガイの開発したブレーキであり、ドラムに外側から金属板を押しつける。原理はバンドブレーキに、性能はローラーブレーキに似る。外観として、グリスに溜まった熱を逃がす大型の放熱板が目立ち、その放熱板からディスクブレーキと誤解されやすい。構造上音鳴りはしにくい。取付け・運用においてバンドブレーキ・サーボブレーキと互換性がある。2023年4月販売終了。

### ドラムブレーキ
ドラムブレーキは、回転するドラムの内側にブレーキシューを押し付け制動力を得るものである。放熱性がよく高負荷でも制動力が良好であるが、大きくて重くなりやすいので自転車にあまり用いられない。（但しローラーブレーキをドラムブレーキと考えれば別。）しかしタンデム自転車のように大きな制動力の求められる用途には（例えば、かつてあったフランスATOM社のタンデム自転車用ハブなどの）実例がある。

### コースターブレーキ

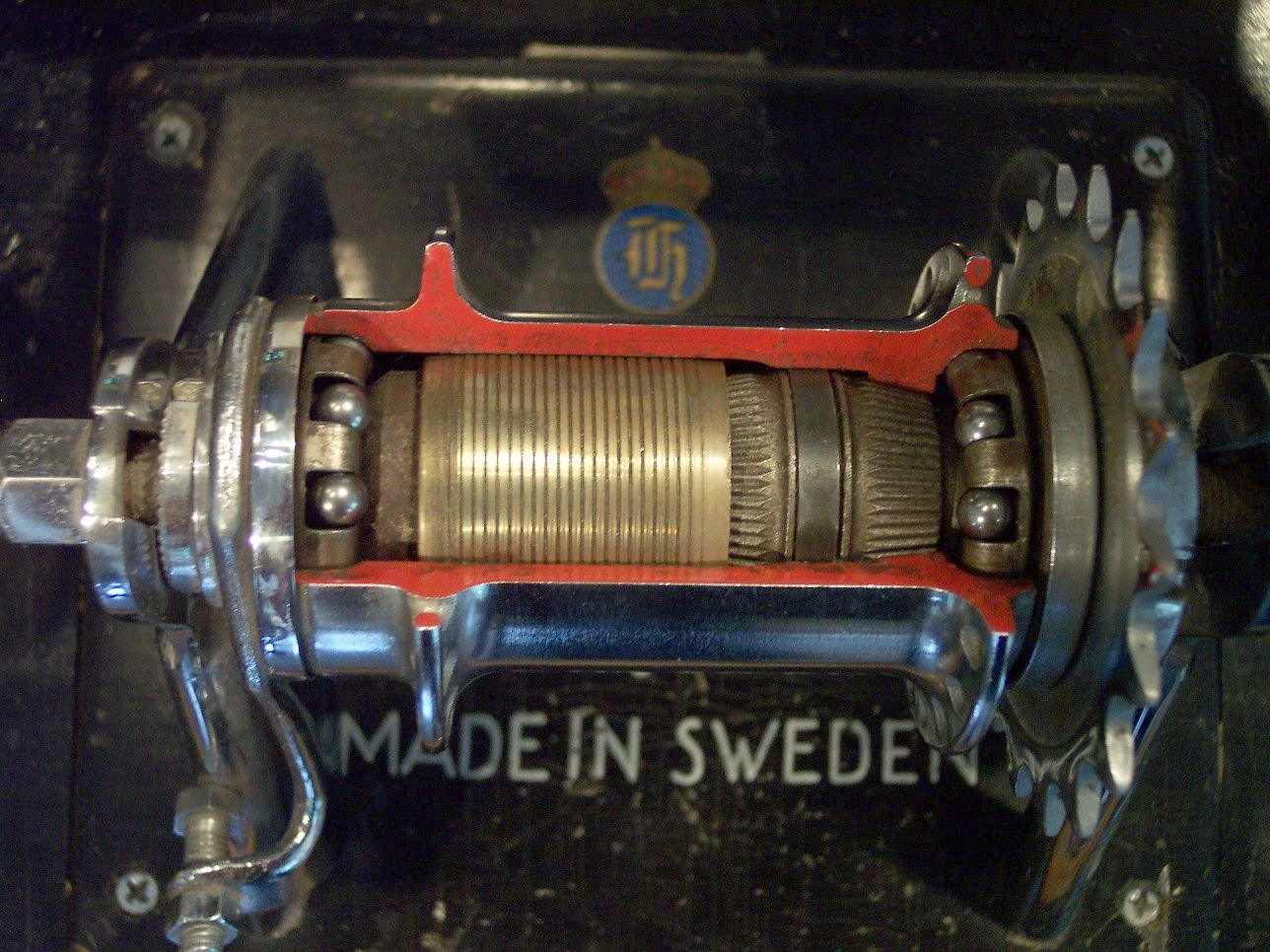
コースターブレーキハブのカットモデル

ペダルを逆回転させることにより作動させる。ブレーキレバーやワイヤが不要なためハンドル周りがすっきりする、握力の弱い子供でも制動力が得られる、長いワイヤを経由しないため応答がよいといった長所がある一方、微妙な制動力のコントロールが難しく、外装変速機との両立も困難なためにスポーツ走行には適さないうえ、定期的なハブの分解メンテナンスを必要とする欠点がある。
アメリカやオランダの伝統的な自転車では後輪ブレーキとして広く普及しており、そのためにビーチクルーザーの後輪ブレーキはこの形式が多い。手で漕ぐハンドサイクルでも、操作上有効なブレーキとなっている。日本では古い時代の実用車の一部、子供車の一部およびワイヤを排して外観をすっきりさせたいピスト風ファッションサイクルに採用されるのみである。日本では現状これを採用した自転車がきわめて稀であることもあり、駆動力を掛けないフリー走行中に、こぎ始め位置の調整などのため無意識にペダルを逆回転させている運転者も多いが、それをコースターブレーキ採用車でやってしまうと不意に後輪にブレーキが掛かり度合によってはロックするなど危険である。
コースターブレーキは後輪のハブと不可分に一体化しているため日本工業規格では自転車用ハブの規格内にコースターハブとして含まれている。一般的なコースターハブにはハブとしての機能とブレーキとしての機能およびフリーホイールと同様の目的で噛み合い式クラッチ機構が組み込まれている。
このブレーキの内部からブレーキシューを除去し、ブレーキとしての機能を喪失させた物が、BMXフリースタイルで使われるフリーコースターハブの原型である。
さらに内装変速機の機能を併せ持つ製品も存在するが、これは日本国内では使われているとはあまり言えない。ブレーキ部分の構造も特殊なものが多い。
操作方法としては、ピストのバックを踏む動作に似ているが、ドライブトレインの逆トルクによるものではなく、コースターブレーキ自体の摩擦によるものである。単にペダルの逆転はブレーキの指令として用いているだけである。